# Amino acid thiết yếu
Một axit amin thiết yếu (essential amino acid), hay axit amin không thể thiếu (indispensable amino acid), là axit amin mà sinh vật không thể tự tổng hợp được de novo (từ đầu) với tốc độ tương xứng với nhu cầu của nó, và do đó phải được cung cấp trong chế độ ăn uống của chúng. Trong số 21 axit amin phổ biến cho mọi dạng sống, có chín axit amin mà cơ thể con người không thể tự tổng hợp được là phenylalanine, valine, threonine, tryptophan, methionine, leucine, isoleucine, lysine, và histidine.
Sáu axit amin khác được coi là thiết yếu có điều kiện trong chế độ ăn uống của con người, có nghĩa là sự tổng hợp của chúng có thể bị hạn chế trong các điều kiện sinh lý bệnh tật đặc biệt, chẳng hạn như sinh non ở trẻ sơ sinh hoặc những người bị dị hóa nghiêm trọng. Sáu loại này là arginine, cysteine, glycine, glutamine, proline, và tyrosine. Có sáu axit amin không thiết yếu (có thể bỏ qua - dispensable) ở người, có nghĩa là chúng có thể được tự tổng hợp với lượng đủ trong cơ thể. Sáu loại này là alanine, axit aspartic, asparagine, axit glutamic, serine, và selenocysteine (được coi là axit amin thứ 21). Pyrrolysine (được coi là axit amin thứ 22) không được cơ thể con người sử dụng; do đó, nó được xếp vào loại không thiết yếu.
Axit amin giới hạn là axit amin thiết yếu được tìm thấy với lượng nhỏ nhất trong thực phẩm. Khái niệm này rất quan trọng khi tính toán thức ăn chăn nuôi (fodder).

## Mức độ thiết yếu của các axit amin ở người
| Thiết yếu         | Thiết yếu có điều kiện | Không thiết yếu    |
| ----------------- | ---------------------- | ------------------ |
| Histidine (H)     | Arginine (R)           | Alanine (A)        |
| Isoleucine (I)    | Cysteine (C)           | Axit aspartic (D)  |
| Leucine (L)       | Glutamine (Q)          | Asparagine (N)     |
| Lysine (K)        | Glycine (G)            | Axit glutamic (E)  |
| Methionine (M)    | Proline (P)            | Serine (S)         |
| Phenylalanine (F) | Tyrosine (Y)           | Selenocysteine (U) |
| Threonine (T)     |                        | Pyrrolysine* (O)   |
| Tryptophan (W)    |                        |                    |
| Valine (V)        |                        |                    |

(*) Pyrrolysine, thường được xem là loại "axit amin thứ 22", không được cơ thể con người sử dụng nên không được liệt vào đây.
Các axit amin thiết yếu ở người gồm isoleucine, leucine, lysine, methionine, phenylalanine, threonine, tryptophan, valine, và histidine. Arginine, cysteine (hay các axit amin chứa lưu huỳnh), và tyrosine (hay các axit aminvòng thơm), thì cần thiết cho trẻ sơ sinh và trẻ đang phát triển. Các axit amin thiết yếu không hẳn là quan trọng hơn so với các axit amin khác mà chúng thiết yếu là do cơ thể không tự tổng hợp được mà phải lấy từ thức ăn. Ngoài ra, các axit amin arginine, cysteine, glycine, glutamine, proline, serine, tyrosine và asparagine thì được xem là thiết yếu có điều kiện, nghĩa là bình thường chúng không nhất thiết phải có trong thức ăn, nhưng lại cần có trong khẩu phần của những người không tổng hợp được chúng với một lượng đủ. Ví dụ như ở người bị bệnh phenylceton niệu (phenylketonuria - PKU) phải hạn chế lượng phenylalanine trong khẩu phần ăn ở mức rất thấp để ngăn ngừa sự chậm phát triển trí tuệ và các biến chứng chuyển hóa khác, do đó cơ thể họ không tổng hợp được tyrosine từ phenylalanine, và lúc này tyrosine lại cần thiết đối với những bệnh nhân PKU.
Sự phân biệt giữa axit amin thiết yếu và không thiết yếu thì còn mơ hồ, do một số axit amin cũng có thể được tổng hợp từ axit amin khác. Các axit amin chứa lưu huỳnh như methionine và homocysteine có thể chuyển hóa lẫn nhau nhưng cả hai đều không được tổng hợp "mới" bởi cơ thể người, nghĩa là một trong hai phải được lấy từ thức ăn (ví dụ thức ăn có methionine thì không cần homocysteine, hoặc ngược lại, nhưng không thể không có cả hai), hay cysteine có thể được tổng hợp từ homocysteine nhưng không thể được tổng hợp "mới". Do đó, để thuận tiện, người xếp một số axit amin thành ‘’nhóm các axit amin cần thiết’’. Ví dụ như nhóm axit amin chứa lưu huỳnh gồm methionine, homocysteine và cysteine, nhóm axit amin chứa vòng thơm gồm phenylalanine và tyrosine. Arginine, ornithine và citrulline cũng được xem là một nhóm do chúng có thể chuyển hóa lần nhau qua chu trình ure. 

## Lượng khuyến nghị hằng ngày
Việc xác định lượng axit amin thiết yếu cần thiết trong một ngày gặp nhiều khó khăn và đã phải được kiểm tra lại liên tục trong 20 năm trở lại đây. Bảng sau liệt kê lượng axit amin thiết yếu khuyến nghị hằng ngày của WHO cho người trưởng thành.
| Axit amin                    | mg/1 kg trọng lượng cơ thể | mg/70 kg | mg/100 kg |
| ---------------------------- | -------------------------- | -------- | --------- |
| H Histidine                  | 10                         | 700      | 1000      |
| I Isoleucine                 | 20                         | 1400     | 2000      |
| L Leucine                    | 39                         | 2730     | 3900      |
| K Lysine                     | 30                         | 2100     | 3000      |
| M Methionine + C Cysteine    | 10.4 + 4.1 (tổng cộng 15)  | 1050     | 1500      |
| F Phenylalanine + Y Tyrosine | 25 (tổng cộng)             | 1750     | 2500      |
| T Threonine                  | 15                         | 1050     | 1500      |
| W Tryptophan                 | 4                          | 280      | 400       |
| V Valine                     | 26                         | 1820     | 2600      |

Lượng khuyến nghị ở trẻ em trên 3 tuổi thì nhiều hơn từ 10% đến 20% so với người trưởng thành và với trẻ sơ sinh 1 năm đầu đời thì có thể nhiều hơn đến 150%. 

## Sự tiêu dùng axit amin thiết yếu
Ribosome trong tế bào eukaryote (sinh vật nhân chuẩn) cần đến 21 loại axit amin khác nhau cho sự sinh tổng hợp protein. Bất kì sự thiếu hụt một axit amin nào cũng đều là một yếu tố hạn chế quá trình này. Tuy nhiên, tế bào eukaryote có thể tổng hợp một vài axit amin này từ các cơ chất khác. Do đó, chỉ có một tập hợp vài axit amin trong sinh tổng hợp protein được xem là chất dinh dưỡng thiết yếu. Một axit amin nào đó có thiết yếu hay không còn tùy thuộc vào giống loài và giai đoạn phát triển.
Đầu thế kỷ XX các nhà khoa học đã biết rằng chuột thí nghiệm sẽ không thể sống sót nếu nguồn cung cấp protein có zein, một loại protein có trong ngô (bắp), nhưng chúng sẽ sống nếu được cung cấp casein, một loại protein có trong sữa bò. Từ phát hiện này William Cumming Rose đã khám phá ra một axit amin thiết yếu là threonine. Từ sự kiểm soát thành phần trong khẩu phần ăn của động vật gặm nhấm, Rose đã chứng minh mười loại axit amin thiết yếu đối với chuột thí nghiệm là: lysine, tryptophan, histidine, phenylalanine, leucine, isoleucine, methionine, valine, arginine và threonine. Sau đó Rose đã chứng minh tám loại axit amin thiết yếu đối với người trưởng thành, và histidine cũng cần thiết đối với trẻ sơ sinh. Các nghiên cứu sau này đã chỉ ra rằng histidine cũng cần thiết đối với người trưởng thành.
Do sự khác nhau về mặt dinh dưỡng giữa zein và casein đối với chuột thí nghiệm, đã có nhiều nỗ lực để diễn đạt "chất lượng" hay "giá trị" của các loại protein khác nhau: đánh giá giá trị sinh học (biological value - BV), hệ số sử dụng protein (net protein utilization - NPU), chỉ số tiêu hóa protein (Protein Digestibility Corrected Amino Acid Score - PDCAAS). Các chỉ số này rất có ý nghĩa trong ngành công nghiệp chăn nuôi, do chỉ cần thiếu một hoặc nhiều axit amin thiết yếu cũng sẽ hạn chế sự phát triển của vật nuôi và ảnh hưởng đến hệ số chuyển hóa thức ăn (feed conversion ratio - FCR). Do đó, các loại thức ăn chăn nuôi đều có sự pha trộn hoặc bổ sung một axit amin nhất định (methionine, lysine, threonine, hoặc tryptophan). 
Mặc dù các loại protein thực vật có BV thấp hơn so với protein từ trứng hay sữa, chúng lại chứa đủ tất cả các loại axit amin cần thiết đối với người dù với một lượng nhỏ. Ăn nhiều loại rau khác nhau sẽ làm tăng BV của protein.

## Thiếu hụt axit amin thiết yếu
William Cumming Rose đã tiến hành các thí nghiệm khảo sát sự ảnh hưởng của khẩu phần ăn lên cơ thể con người. Các thí nghiệm đã được tiến hành trên các nam sinh viên đã tốt nghiệp. Khẩu phần của mỗi người gồm có tinh bột bắp, đường, bơ không đạm, dầu bắp, muối vô cơ, một số vitamin đã biết, "kẹo" làm từ chiết xuất gan được thêm tinh dầu bạc hà (để bổ sung các vitamin chua biết), và hỗn hợp một số axit amin tinh khiết đã biết thành phần. Kết quả được đánh giá dựa trên cân bằng nitơ. Rose đã nhận thấy rằng các triệu chứng lo lắng, kiệt sức, chóng mặt xảy ra nhiều hoặc ít hơn khi cơ thể bị thiếu hụt một loại axit amin thiết yếu nhất định.
Sự thiếu hụt axit amin thiết yếu thì khác so với loạn dinh dưỡng protein-năng lượng (protein-energy malnutrition), bao gồm thiếu dinh dưỡng khô, hay bệnh marasmus do thiếu ăn và thiếu dinh dưỡng ướt, hay bệnh kwashiorkor do ăn thiếu protein (tuy nhiên có vài bằng chứng cho thấy cách phân loại này là không ổn do người ta nhận thấy không có sự khác nhau trong chế độ ăn giữa đứa trẻ bị marasmus với đứa trẻ bị kwashiorkor .)